# Elevator Music
Elevator Music je debitantski studijski album slovenske zasedbe Elevators, ki je izšel v 2. polovici leta 2001 pri založbi Vitrium. Na albumu je sodelovalo več gostov, med njimi Primož Grašič, Boško Petrović, Tadej Tomšič in Tokac. Album vsebuje enajst avtorskih skladb, od katerih so bile najbolj uspešne »Na krilih ljubezni«, »Žulejne j' krmpir« in »Brasilica«. Besedili skladb »Žulejne j krmpjir« in »Še je cejt« je v ajdovskem narečju prispeval Ranđelović.
Odzivi po izdaji prvega albuma so bili nepričakovani. Člani skupine so album delali predvsem iz hobija. Kmalu zatem je prišel v skupino menedžer Robert Lebar, ki je projekt tudi poslovno osmislil in skupina je po izdaji albuma nekaj let imela od 20 do 30 koncertov letno. Po izdaji albuma je sledila manjša promocijska turneja, ki je potekala v Ljubljani, Celju, Novi Gorici, Mariboru in Velenju, kot kitarist pa se je skupini na turneji pridružil Primož Grašič.

## Sprejem
Na spletni strani založbe Celinka, pod okrilje katere so Elevatorsi prišli kasneje, so zapisali, da je njihova glasba “pravo nasprotje odtujene glasbe človeka, izgubljenega v koridorjih nakupovalnih centrov. K temu pripomore tudi tistih nekaj besedil, kjer kvartet nekaj mesta v svojih zgoščenih aranžmajih prepusti tudi petju. Dekle in trije fantje so iz dobro umerjenih sestavin funka, jazza ter rocka zamešali slasten razvedrilni koktejl. Svoje mojstrovine sta dodala še dva, že legendarna, glasbenika: Boško Petrović in Primož Grašič. Jazzy vložki spominjajo na filme in nadaljevanke iz sedemdesetih let, in če ne bi pri nas snemali samo nanizank iz osemdesetih, bi Dvigala lahko zaposlili scenaristi na obeh televizijah.”

## Seznam skladb
| Št. | Naslov                                   | Pisec                                        | Dolžina |
| --- | ---------------------------------------- | -------------------------------------------- | ------- |
| 1.  | „Riff‟                                   | Davor Klarič/Elevators                       | 4:59    |
| 2.  | „Še je cejt‟                             | Jani Hace/Sergej Ranđelović/Hace, Ranđelović | 2:51    |
| 3.  | „Brasilica‟                              | Hace/Ranđelović, Tina Blazinšek/Hace         | 6:41    |
| 4.  | „Na krilih ljubezni‟                     | Elevators/Klarič, Blazinšek/Elevators        | 4:11    |
| 5.  | „Polna luna‟                             | Hace                                         | 5:25    |
| 6.  | „Rowad‟                                  | Klarič                                       | 4:27    |
| 7.  | „Band Happiness‟                         | Elevators                                    | 3:59    |
| 8.  | „Nemejeba‟                               | Elevators                                    | 4:12    |
| 9.  | „Med in mleko‟                           | Hace/Elevators                               | 3:15    |
| 10. | „Marvin‟                                 | Hace/Elevators                               | 5:40    |
| 11. | „Žulejne j krmpjir‟                      | Hace/Ranđelović/Hace, Ranđelović             | 4:17    |
| 12. | „Žulejne j krmpjir + Multimedia‟ (Bonus) | Hace/Ranđelović/Hace, Ranđelović             |         |

## Osebje

### Elevators
- Davor Klarič – klavir, Hammond orgle, Rhodes, Clavinet, sintetizator, spremljevalni vokal
- Jani Hace – bas kitara, električna kitara, akustična kitara, programiranje, spremljevalni vokal
- Sergej Ranđelović-Runjoe – bobni, tolkala, shaker, tamburin, bongos, triangel, spremljevalni vokal, vokal
- Tina Blazinšek – flavta, vokal, spremljevalni vokal

### Dodatni glasbeniki
- Tomislav Jovanović - Tokac – vokal (8, 10), spremljevalni vokal (2), ploskanje (8)
- Aljoša Jerič – tolkala (2), konge (3)
- Tadej Tomšič – saksofon (2)
- Boško Petrović – vibrafon (3, 8), vokal (8)
- Rok Golob String Orchestra (Alenka Semeja, Danijela Djordjević, Janez Podlesek, Jelena Ždrale, Katja Krajnik, Lana Trotovšek, Matic Anžej, Tamara Tasev, Tina Krajnik, Tomaž Malej, Šejla Mujić) – godala (5, 10)
- Nino Mureškič – tolkala (5)
- Milan Gregorin – vokal (8), ploskanje (8)
- Robert Lebar – vokal (8), ploskanje (8)
- Primož Grašič – kitara (9)
- Maya – vokal (10)

### Produkcija
- Producenti: Janez Križaj, Elevators
- Snemalec in mešalec: Janez Križaj
- Uglaševanje klavirja: Miro Starič
- Fotografije: Peter Uhan, Denis Sarkič
- Animacija: Martina Lajtner, Mina Žabnikar, Saša Kerkoš, Tina Ralič
- Montaža: Boris Garb
- Styling: Tjaša Bavcon, Zlatka Knapič
- Umetniška direktorica: Saša Kerkoš